# 蓍叶茴芹
蓍叶茴芹（学名：Pimpinella achilleifolia）为伞形科茴芹属下的一个种。

## 扩展阅读
維基物種上的相關：蓍叶茴芹